# Jekaterina Alexejewna Woronzowa

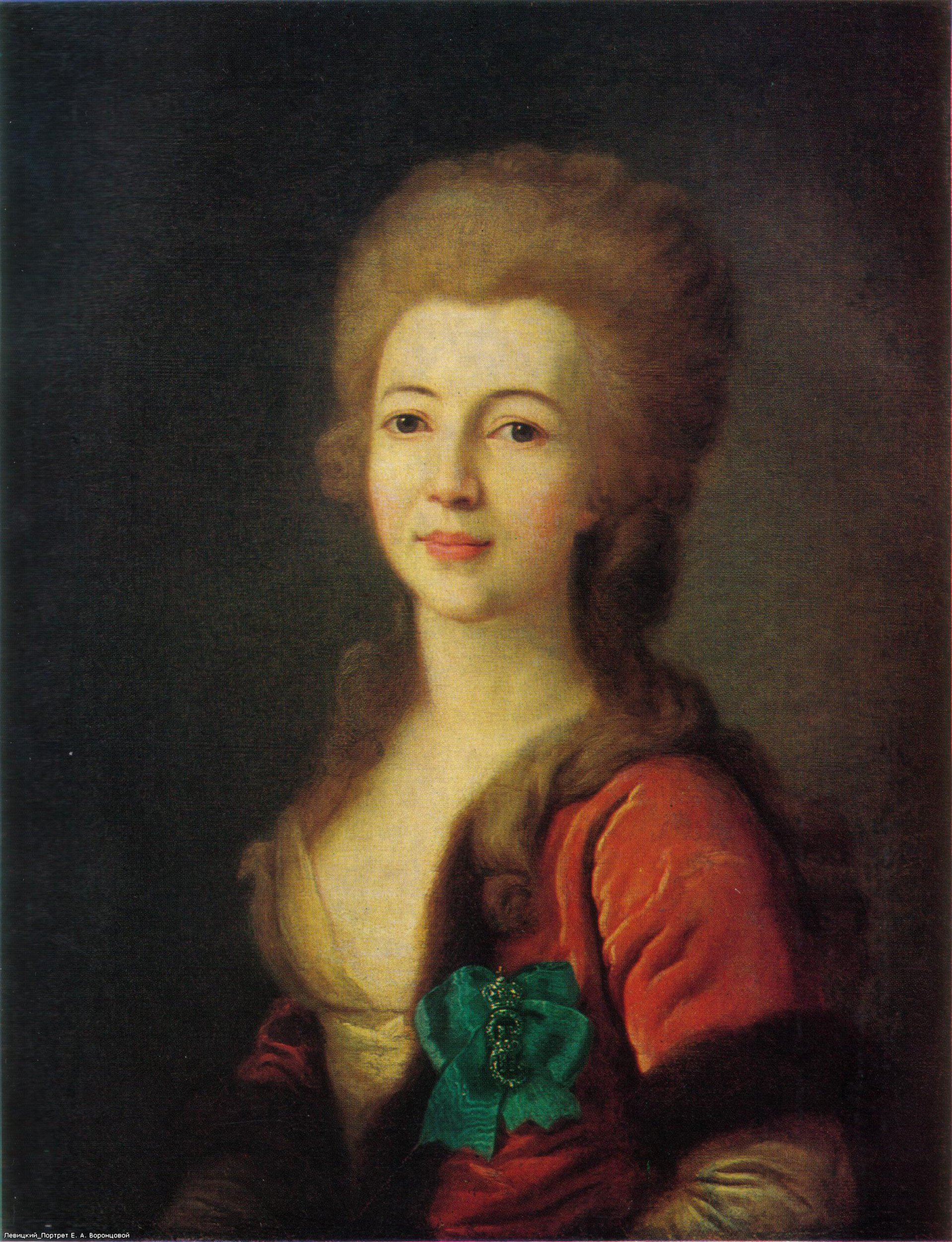
Jekaterina Alexejewna Woronzowa (Dmitri Lewizki)

Jekaterina Alexejewna Woronzowa, geboren Jekaterina Alexejewna Senjawina, (russisch Екатерина Алексеевна Воронцова, Geburtsname russisch Екатерина Алексеевна Сенявина; * 1761; † 25. August 1784 in Pisa) war eine russische Hofdame, Pianistin und Komponistin.

## Leben
Jekaterina Alexejewna war die zweite der vier Töchter des Admirals Alexei Naumowitsch Senjawin und seiner Frau Anna-Elisabeth geborene von Bradke. Jekaterina Alexejewna wurde früh zum Fräulein (Hofdame) ernannt und wurde bald eine der bevorzugten Hofdamen der Kaiserin Katharina II. Jekaterina Alexejewna und ihre Schwestern wurden von Pjotr Wassiljewitsch Sawadowski die Nymphen genannt.
Jekaterina Alexejewna hatte viele Bewunderer, aber am aufmerksamsten war sie gegenüber Semjon Romanowitsch Woronzow, der sich gerade bei Katharinas II. Günstling Grigori Alexandrowitsch Potjomkin um Hilfe für eine Anstellung als Diplomat bemühte. Jekaterina Alexejewna begann eine Beziehung zu Potjomkin, und Katharina II. beschloss sie zu verheiraten, um sie vom Hof zu entfernen. Im Mai 1780 verlobten sich Jekaterina Alexejewna und Semjon Romanowitsch Woronzow zur Freude des Vaters Roman Illarionowitsch Woronzow und der ganzen Familie Woronzow.
Jekaterina Alexejewna war bekannt als Pianistin und Komponistin. Mit ihr als Solistin wurde 1781 am Hofe Katharinas II. erstmals ein Cembalokonzert von Giovanni Paisiello aufgeführt.

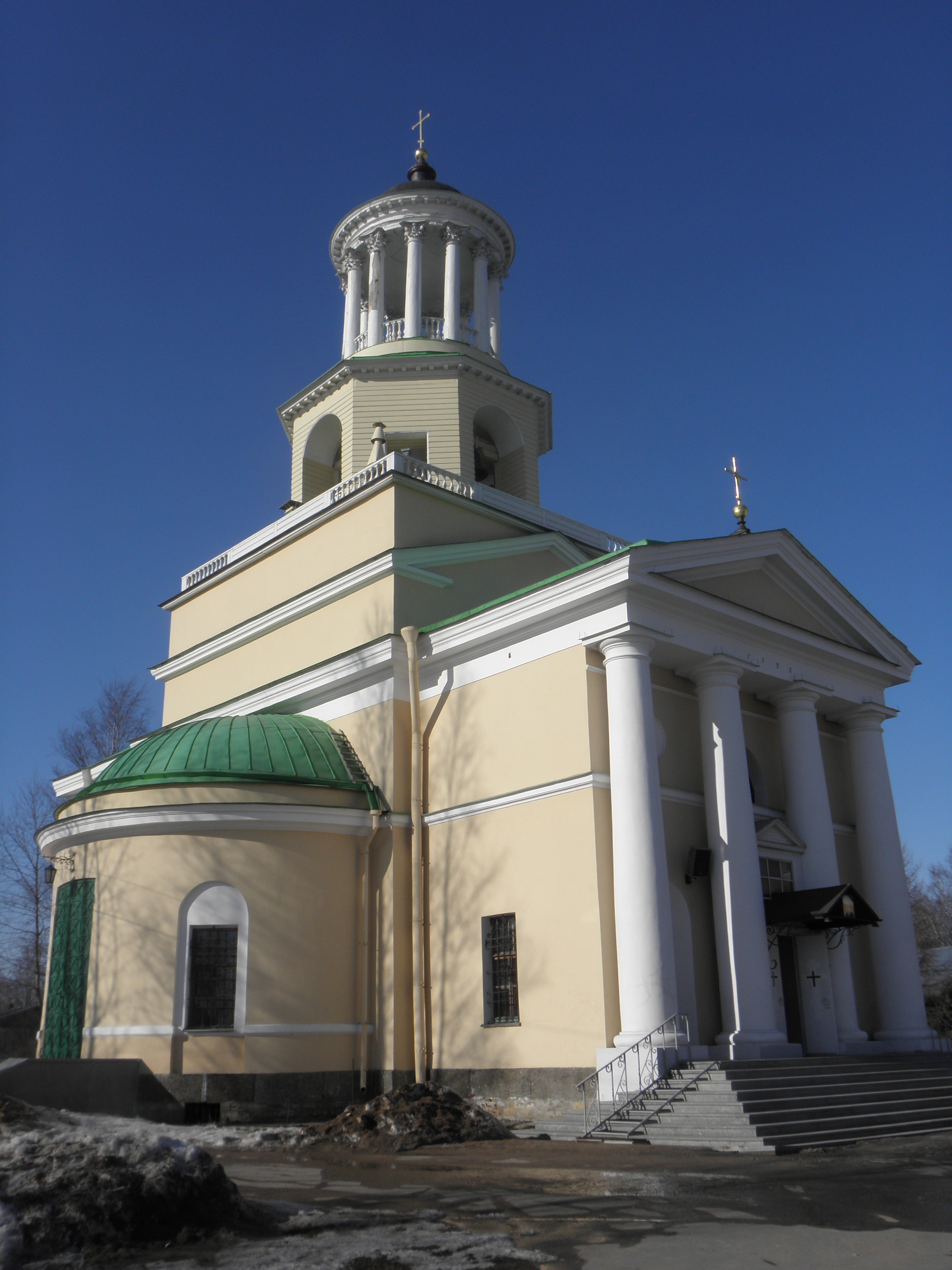
Katharinenkirche in Murino

Jekaterina Alexejewna heiratete Semjon Romanowitsch Woronzow am 18. August 1781 auf dem Woronzow-Landsitz Murino bei St. Petersburg. Nach einigen Monaten dort kehrte das Paar nach St. Petersburg zurück. Im Mai 1782 wurde ihr Sohn Michail (1782–1856) geboren, dessen Taufpatin Katharina II. war und der 1856 Generalfeldmarschall wurde. Im folgenden Jahr wurde ihre Tochter Jekaterina (1783–1856) geboren, die später George Herbert, 11th Earl of Pembroke auf Wilton House heiratete. Woronzowa nährte selbst ihre Kinder, was von ihren Verwandten als vorbildlich angesehen wurde. Ende 1783 erhielt Woronzow die neu eingerichtete Stelle des Botschafters in der Republik Venedig, so dass er mit seiner Familie nach Venedig reiste. Der Winter 1783–1784 war sehr kalt, so dass die Kanäle zufroren, und das von ihnen bewohnte Haus war nicht gegen die Kälte geschützt. Bei Woronzowa wurden die ersten Anzeichen der Schwindsucht sichtbar. Wegen der bezüglich der Lebenshaltungskosten in Venedig unzureichenden finanziellen Ausstattung, des ungünstigen Klimas und der Erkrankung seiner Frau beantragte Woronzow die Abberufung aus Venedig. Darauf wurde Woronzow zum Botschafter in London berufen. Die Familie ließ sich zunächst in Pisa nieder, um das günstigere Klima auszunutzen. Woronzowa starb dort am 25. August 1784 und wurde in der griechisch-orthodoxen Kirche San Giorgio dei Greci in Venedig bestattet.
Woronzows Bruder Alexander Romanowitsch Woronzow, der Besitzer des Landsitzes Murino geworden war, ließ in dieser Zeit dort nach einem Projekt Nikolai Alexandrowitsch Lwows eine Kirche bauen (1786–1790). die auf Bitten des Vaters  Roman Illarionowitsch Woronzow zur Erinnerung an Jekaterina Alexejewna Woronzowa der Heiligen Katharina von Alexandrien geweiht wurde.